# Karlskirche (Zweibrücken)

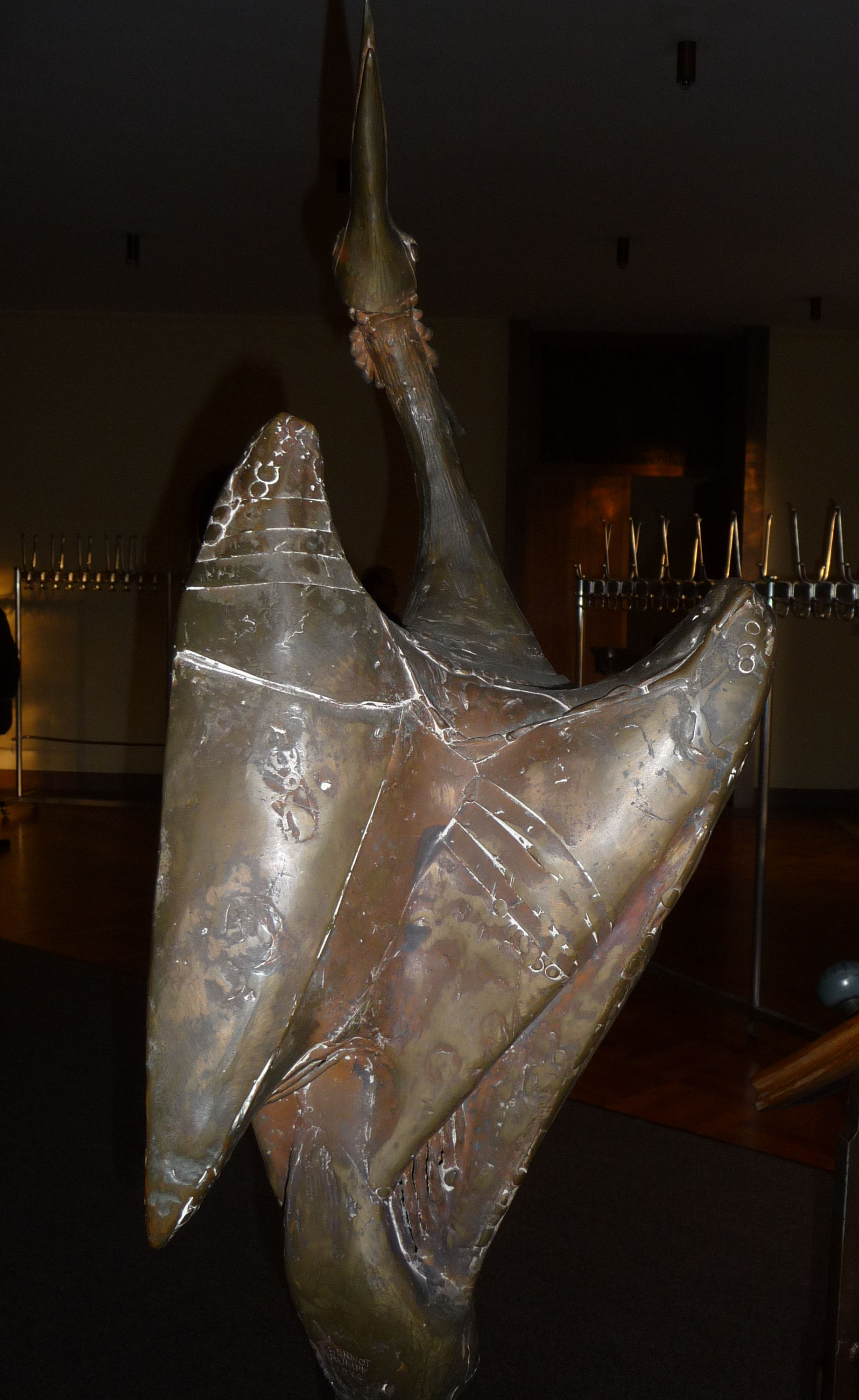
Phönix in der Eingangshalle

Die evangelische Karlskirche ist neben der Alexanderskirche das Wahrzeichen der westpfälzischen Stadt Zweibrücken.

## Baugeschichte
Im Jahr 1707 beschloss Karl XII. den Bau einer lutherischen Kirche in Zweibrücken. Die Grundsteinlegung fand am 15. Juni 1708 durch Pfalzgraf Gustav Samuel Leopold statt. Fünf Architekten legten Pläne für die Kirche vor, darunter der Schwede Johannes Erikson Sundahl, der später das herzogliche Schloss in Zweibrücken errichtete, und der ebenfalls aus Schweden stammende herrschaftliche Baumeister Haquinus Schlang. Am 11. August 1707 entschied sich die Kirchengemeinde für den Entwurf von Haquinus Schlang. Sein Grundriss zeigt einen rechteckigen Saalbau mit abgeschrägten Ecken. Beim Aufriss ist das Äußere durch eine Pilasteranordnung gegliedert. Die Wand sollte wegen der umlaufenden Emporen im Inneren zwei übereinander angeordnete Fensterzonen besitzen. Als der Bau durch die Maurer- und Steinmetzmeister Johannes und Georg Koch ausgeführt wurde, sind diese jedoch zu einem Rundbogenfenster zusammengefasst worden. 1711 war der Außenbau, 1715 die Ausstattung vollendet. Von 1733 bis 1858 diente das Gotteshaus als Hofkirche.

## Zerstörung 1945 und Wiederaufbau 1964 bis 1970
Am 14. März 1945, kurz vor Kriegsende, wurde die Kirche durch die Luftangriffe fast vollständig vernichtet. Fast zwanzig Jahre blieb sie eine Ruine. Der Wiederaufbau begann 1964 und endete 1970 nach Plänen von Richard Hummel. Dabei hat man in Höhe der ehemaligen Emporen eine durchlaufende Decke eingezogen. Im Erdgeschoss befinden sich seitdem Gemeinderäume und im Obergeschoss der Kirchenraum. Dadurch haben die Fenster ihre Zweiteilung nach dem ursprünglichen, originellen Plan von Haquinus Schlang erhalten. Heute ragt das hohe Walmdach mit seinem aus dem Baukörper emporwachsenden 50 m hohen Turm und seiner aufgesetzten Schweifhaube wieder aus dem Straßenbild der Stadt empor.

## Phönix
Nach dem Wiederaufbau schuf der Bildhauer Gernot Rumpf für die Eingangshalle die Skulptur eines sich aus der Asche erhebenden Phönix als Symbol für das neue Erstehen der Kirche nach ihrer Zerstörung. Er sitzt auf einem Säulenstumpf, der von der ebenfalls im Krieg zerstörten Alexanderskirche stammt.

## Glocken
Zwei Bronzeglocken stammen aus dem Jahr 1857 des Glockengießers Friedrich Lindemann aus Zweibrücken. Diese sind mit den Schlagtönen e" und g" abgestimmt und werden von Hand geläutet.